# 中国冰川

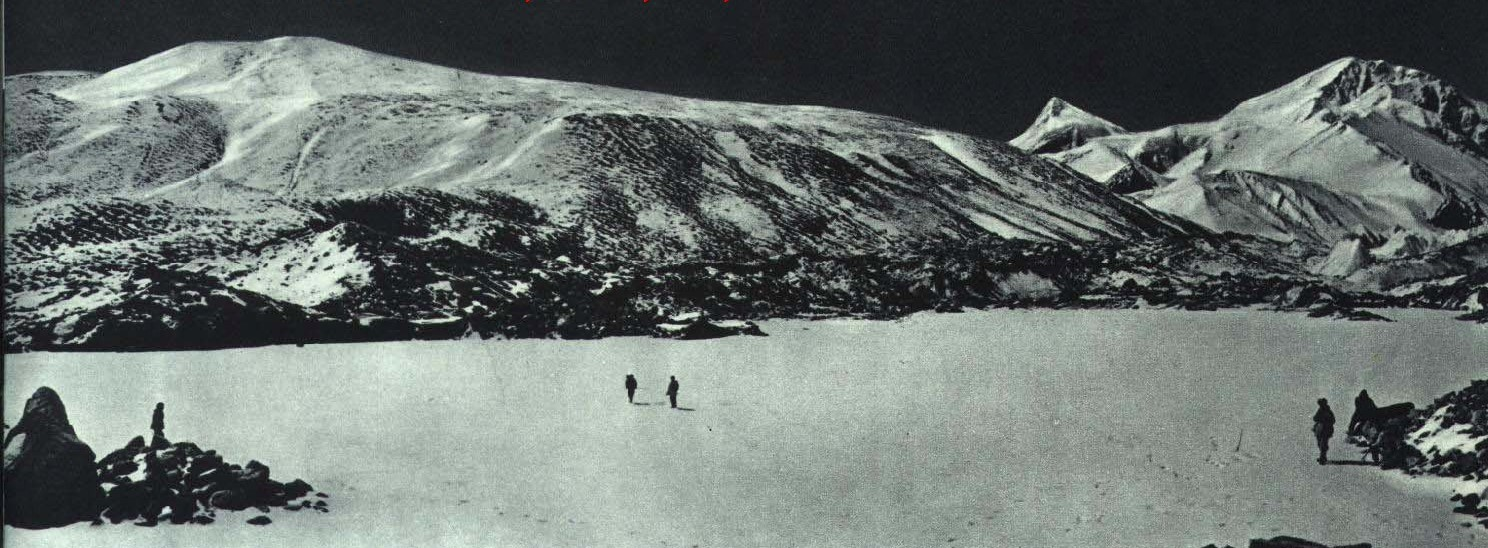
1964年 野博康加勒冰川大冰湖

中国冰川（或称“中国雪山冰川”）主要集中分布于中国西部和北部，共计46,298条，冰川面积59,406平方公里，冰储量5,590立方公里；其中西藏为中国冰川分布最集中的地区，有冰川面积27,676平方公里。中国冰川年均融水量约563亿立方米，约占内河水资源总量的20%，十分重要。
中国政府对冰川的主要官方专门研究机构为中国科学院及其所辖的兰州冰川冻土研究所，研究冰川的国际组织为国际冰雪委员会；冰川研究的专门刊物有《冰川冻土》，相关刊物有气候变暖研究杂志；记录中国境内冰川的详细资料为《中国冰川目录》。中国境内主要研究冰川的科学家（冰川学家）有施雅风、郑本兴、沈永平，相关学科领域为地质学。

## 分布
中国的冰川，包括境内冰川和雪山，主要分布于中国西部，包括西藏、新疆、四川、云南、甘肃、青海等省区，青藏高原分布集中，主要位于喜马拉雅山、横断山、昆仑山、祁连山等诸多山脉，为很多河流的源头。由于冰川冰雪累计和融化相对稳定，确保了江源河源地区水源的稳定，长江源和黄河源均发源于雪山冰川。

### 青藏高原
青藏高原冰川主要集中于以下几处，一是藏东南即念青唐古拉山东南段纳木错湖周围，著名的有南迦巴瓦雪峰和加拉白垒雪峰，有西藏境内最长的恰青冰川；二是喜马拉雅山脉东段的羊卓雍错附近区域、横断山脉的贡嘎山周围，并以海洋性冰川为主；三是珠穆朗玛峰周围地区有名的为绒布冰川，这一带以冰塔林壮观而著称。
青藏高原地区的冰川之特点就是雪线高，东绒布冰川最高雪线达到海拔6200米。
| 中国冰川与雪線（1999年） | 中国冰川与雪線（1999年） | 中国冰川与雪線（1999年） | 中国冰川与雪線（1999年） |
| 名稱                     | 山峰高度（米）           | 雪线（米）               | 冰川面積（平方公里）     |
| ------------------------ | ------------------------ | ------------------------ | ------------------------ |
| 阿尔泰山                 | 4374                     | 3000-3200                | 287                      |
| 天山                     | 7435                     | 3600-4400                | 9548                     |
| 祁连山                   | 5826                     | 4300-5240                | 2063                     |
| 帕米爾高原               | 7579                     | ——                       | 2258                     |
| 崑崙山                   | ——                       | ——                       | 11639                    |
| 喀喇崑崙山               | 8611                     | 5100-5400                | ——                       |
| 唐古拉山                 | 6137                     | ——                       | 2082                     |
| 羌塘高原                 | 6596                     | ——                       | 3566                     |
| 念青唐古拉山             | 7111                     | 4500-5700                | 7536                     |
| 橫斷山                   | 7556                     | 4600-5500                | 1456                     |
| 喜馬拉雅山               | 8848                     | 4300-6200                | 11055                    |
| 冈底斯山                 | 7095                     | 5800-6000                | 2188                     |

## 主要冰川

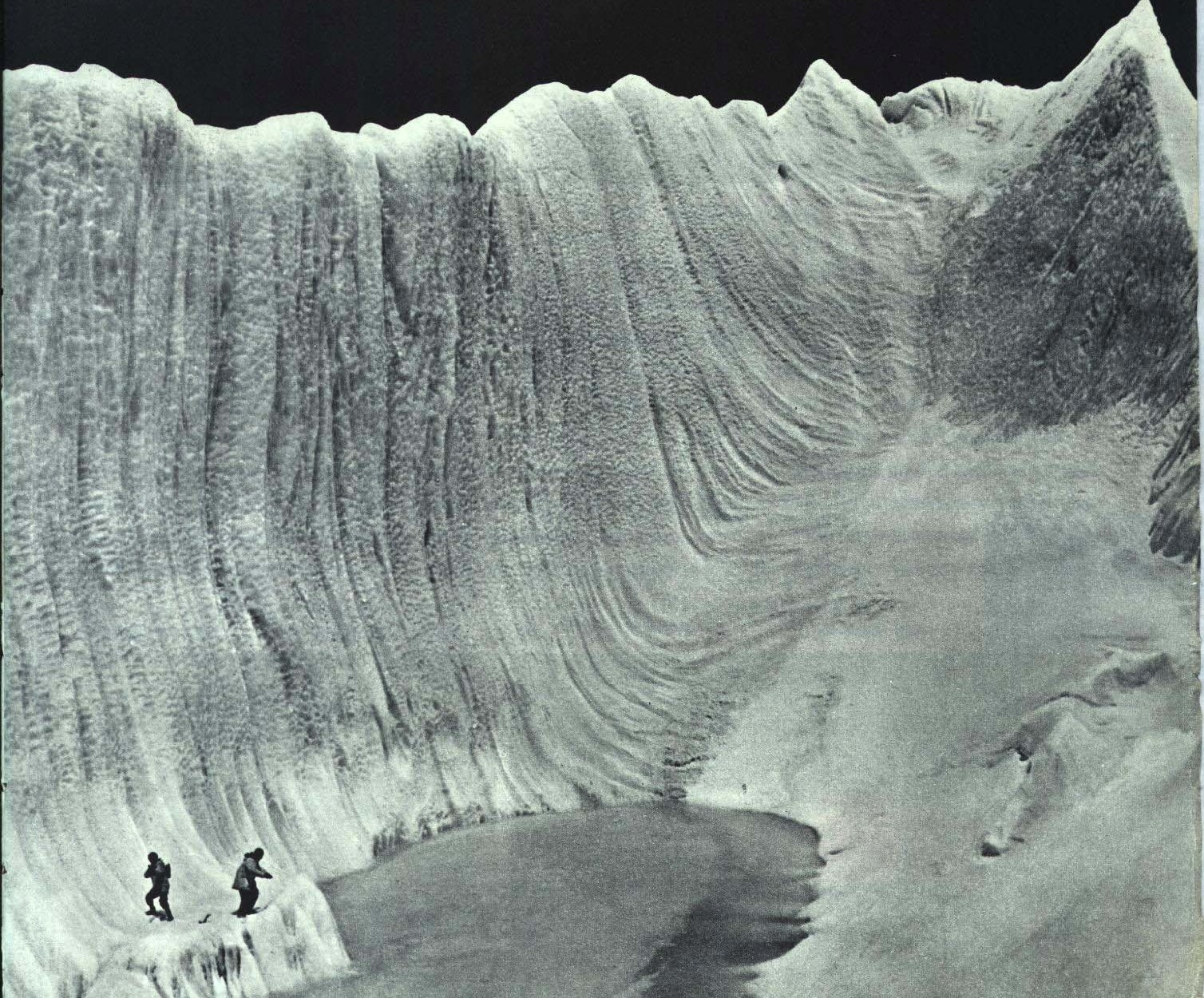
1964年 野博康加勒冰川冰墙

- 昂色冰川（英语：Angsi Glacier）（西藏）
- 阿扎冰川（西藏）
- 八一冰川（青海）
- 海螺沟冰川（四川）
- 七一冰川（甘肃）
- 卓穷冰川（英语：Kangshung Glacier）（西藏）
- 卡钦冰川（西藏）
- 科可萨依冰川（新疆）
- 来古冰川（西藏）
- 米堆冰川（西藏）
- 明永冰川（云南）
- 木扎尔特冰川（新疆）
- 普若岗日冰川（英语：Purog Kangri Glacier）（西藏）
- 普若岗日冰原（英语：Puruogangri）（西藏）
- 绒布冰川（西藏）
- 素珠鍊冰川（甘肃）
- 萨尔波拉戈冰川（英语：Sarpo Laggo Glacier）（新疆）
- 特拉木坎力冰川（新疆）
- 透明梦柯冰川（甘肃）
- 吐盖别里奇冰川（新疆）
- 南汗腾格里冰川（英语：Engilchek Glacier）（新疆）
- 天山乌鲁木齐河源1号冰川（新疆）
- 野博康加勒冰川（西藏）
- 音苏盖提冰川（新疆）
- 玉龙雪山冰川（云南）
- 吉木貢列冰川（西藏）

## 资料来源
- 主要根据中国国家地理杂志2005年第九期（总第539期）《西藏专辑》相关资料整理。